# Aeoloderma
Aeoloderma is een geslacht van kevers uit de familie  
kniptorren (Elateridae).
Het geslacht is voor het eerst wetenschappelijk beschreven in 1929 door Fleutiaux.

## Soorten
Het geslacht omvat de volgende soorten:
- Aeoloderma aethiopica Fleutiaux, 1935
- Aeoloderma arambourgi Fleutiaux, 1935
- Aeoloderma australis (Candèze, 1900)
- Aeoloderma babylonicum (Candèze, 1859)
- Aeoloderma brachmana (Candèze, 1859)
- Aeoloderma chappuisi Fleutiaux, 1935
- Aeoloderma crucifer (Rossi, 1790)
- Aeoloderma dominiscae Girard, 1971
- Aeoloderma effusa (Boheman, 1851)
- Aeoloderma fulviceps Fleutiaux, 1934
- Aeoloderma gilloni Girard, 1971
- Aeoloderma inscripta (Erichson, 1843)
- Aeoloderma melanocephala Laurent, 1974
- Aeoloderma minusculus (Candèze, 1878)
- Aeoloderma numerosa Fleutiaux, 1935
- Aeoloderma obliteratum (Candèze, 1859)
- Aeoloderma queenslandicus (Blackburn, 1892)
- Aeoloderma savioi Fleutiaux, 1936
- Aeoloderma seyrigi Fleutiaux, 1934
- Aeoloderma sillemi Fleutiaux, 1935
- Aeoloderma sinensis (Candèze, 1859)
- Aeoloderma somalina Fleutiaux, 1935
- Aeoloderma soudana Fleutiaux, 1934
- Aeoloderma stigmaticum (Candèze, 1895)